# 橋本正博 (実業家)
橋本 正博（はしもと まさひろ、1948年8月28日 - ）は、日本の経営者。

## 経歴
熊本県出身。1972年に神戸大学経済学部を卒業し、大和銀行での勤務を経て、2001年6月に大日本スクリーン製造常務に就任。2004年6月に専務を経て、2005年6月に社長に就任。2014年4月に副会長に就任。